# کلوپنبورگ
شهر کلوپنبورگ در ایالت نیدرزاکسن در کشور آلمان واقع شده است.

## ورزش
ام‌اس‌سی کلوپنبورگ (به آلمانی: MSC Cloppenburg) یک تیم موتورسواری سرعت است که در پیست موتوسواری ام‌اس‌س آرنا کلوپنبورگ، در خیابان بوخشتراسه (به آلمانی: Boschstraße) مسابقه می‌دهد.

## شهرهای خواهر
کلوپنبورگ شهر خواهر است با:
- برنی، ار، فرانسه